# Батракова, Мария Семёновна
Батракова Мария Семёновна (15 июня 1920, Гришино, Бахмутского уезда Екатеринославской губернии  — 12 июня 1945, Венгрия) — советская военная лётчица. Лейтенант 1-й авиаэскадрильи 586-го истребительного авиационного полка (9-й Воронежский истребительный авиационный корпус).

## Биография
Довоенное время
Мария Семёновна Батракова родилась в 1920 году в семье рабочих станции Гришино (ныне Покровск Донецкой области Украины). Перед войной она окончила педагогический техникум в Енакиево и работала там же учительницей младших классов. Она также занималась парашютным спортом и состояла в пилотской группе в местном аэроклубе, а затем начала готовить курсантов для авиационных школ.
Великая Отечественная война
Когда началась война, енакиевский аэроклуб был эвакуирован в Оренбургскую область, и Мария Семёновна уехала туда вместе со всеми, чтобы продолжить свою работу. В сентябре 1942 года добровольно вступила в ряды Красной Армии. Прошла переобучение на новые типы самолётов-истребителей. С июля 1943 года в действующей армии.
С  июля  по  сентябрь  1943  года  защищала  от  налетов  противника  Воронеж  и  войска  Степного  фронта. Осенью 1943  года  участвовала в защите  железнодорожных  станций  и военных объектов  в Курске. С  ноября  1943  года  по  март  1944  года  -  важные  военные  объекты  Киева  и  переправы  через  Днепр. В  феврале  -  марте  1944  года  участвовала  в  Корсунь-Шевченковской  операции. 
Из приказа, подписанного начальником 586-го истребительного авиационного полка полковником Гридневым 29 августа 1944 года:
«Тов. Батракова за время несения боевой работы в полку с июля 1943 года произвела 87 боевых вылетов, из них: 
6 вылетов — на сопровождение особо важных самолётов Ли-2;
17 вылетов — на прикрытие продвижения армий по железной дороге;
3 вылета — на штурмовку наземных армий соперника, окружённых в районе Корсунь — Шевченковский, в которых подожгла 3 грузовые машины, подавила 2 точки МЗА, стёрла с лица земли 10 повозки и 4 лошадей с грузами;
51 вылет — на прикрытие защищаемых объектов.
Все боевые задания делала лишь на прекрасно и превосходно, за что имеет пара признательностей. Храбрый лётчик-истребитель, в сражении инициативна и решительна. Большое количество трудится над изучением тактики ВВС соперника и увеличением собственного боевого мастерства.»

Батракова М.С. перед боевым вылетом

Приказом по войскам Южного фронта ПВО Красной Армии № 020/н от 28 сентября 1944 года лётчик 1-й авиаэскадрильи 586-го истребительного авиационного полка (9-й Воронежский истребительный авиационный корпус) лейтенант Батракова Мария Семёновна была награждена орденом Красной Звезды.
Уже имея орден Мария Семёновна вместе со своей боевой подругой Валей Петроченковой продолжала совершать боевые вылеты, отражая воздушные налёты противника над Киевом и Житомиром, охраняя железнодорожный узел Дебрецен в Венгрии, защищая военно-промышленные объекты Будапешта и обеспечивая переправы через Дунай.  С  сентября  1944  года  по  февраль  1945  года  защищала  объекты  в  районе  Бельцы  и  Котовска  от  налетов  немецкой авиации

Мария Батракова (третья слева) с боевыми подругами

Батракова_Мария

12 июня 1945 года во время выполнения боевого задания Батракова на своём самолёте попала в грозовой фронт в районе аэродрома Вечеш (близ Будапешта, Венгрия) и погибла от удара молнии. Перезахоронена на кладбище Керепеши (Будапешт, Венгрия).
Память

Памятник М.С. Батраковой на Будапештском кладбище

Совет Министров УССР 21 июля 1969 года присвоил средней школе № 15 города Енакиево имя М. С. Батраковой. На стене школы установлена мемориальная доска. В школьном музее боевой славы открыта экспозиция, посвящённая Марии Семёновне Батраковой.

Мемориальная доска Батраковой М. С. на школе № 15 в Енакиево

Именем Батраковой названа одна из улиц города Енакиево.